# Solomon Timov
Solomon Timov (născut Tinkelman; a activat sub pseudonimele Guro, Grigorescu, Laufer, Pierre, Toma; în rusă Соломон Тимов; n. 10 mai 1898, Rezina-Târg, Basarabia, Imperiul Rus – d. 17 august 1943, Lagărul de exterminare Auschwitz-Birkenau, Germania Nazistă) a fost un evreu basarabean, militant comunist român, economist și publicist sovietic, membru al Cominternului.

## Biografie
Solomon Tinkelman s-a născut în târgul Rezina (acum oraș și centru raional din Republica Moldova) din ținutul Orhei, gubernia Basarabia, (Imperiul Rus) în anul 1898. A luat parte la mișcarea revoluționară din Basarabia, fiind membru al Comitetului Central al Uniunii Tineretului Comunist din Basarabia, membru al comitetului editorial al organizației sale de partid, membru al Partidului Comunist Român din 1922 și reprezentant al acestuia la Federația Comunistă Balcanică. A fost persecutat și a fugit în URSS în 1923. La 4 februarie 1924, a fost unul dintre autorii Memorandumului către Comitetul Central al PCUS privind necesitatea creării Republicii Socialiste Sovietice Moldovenești, pe baza căruia, s-a format ulterior ca parte a RSS Ucrainene – RASS Moldovenească.
În 1925 a absolvit Institutul de Economie Națională „Plehanov” din Moscova. A fost cercetător principal la Institutul Agrar Internațional, apoi la Institutul de Economie Mondială și Politică Mondială. A colaborat cu ziarele și revistele „Pravda”, „Izvestia VTsIK”, „Bolșevic”, На Аграрном Фронте („Pe frontul agrar”), Мировое Хозяйство („Economia mondială”), Мировая Политика („Politica mondială”), Коммунистический Интернационал („Internaționala comunistă”).
În anii 1935-1938 a fost responsabil de activitaea subversivă în biroul extern al Comitetului Central al Partidului Comunist Român (PCR), din 1936 a fost membru al Comitetului Central, apoi Politburo al Comitetului Central al PCR. În 1938, prin Comintern, a fost trimis împreună cu soția sa Berta Nalcer (Ani Laufer) să lucreze ilegal în Franța (sub pseudonimul clandestin Laufer), unde, odată cu venirea la putere a regimului de la Vichy în 1940, a fost internat în lagărul de concentrare Vernet, după ce a fost arestat pentru implicare în Rezistența franceză. Liderul comunist bulgar Gheorghi Dimitrov a solicitat personal procurorului general al URSS, Andrei Vîșinski, să-l întoarcă pe Timov în URSS, dar solicitarea sa a primit răspuns negativ pe baza caracteristicilor colegilor lui Timov din Comitetul Central al PCR. Mai târziu a fost transferat în lagărul de concentrare de la Auschwitz, unde a murit la 17 august 1943.
Fratele său, Matvei Tinkelman, a murit pe front în 1942.

## Publicații
- Октябрьская революция и аграрные реформы в Европе („Revoluția din Octombrie și reformele agrare în Europa”). Мoscova: Московский рабочий, 1928.
- Аграрный вопрос и крестьянское движение в Румынии („Întrebarea agrară și mișcarea țărănească din România”): Anti-neoiobagia (Critică adusă teoriei lui Constantin Dobrogeanu-Gherea). М.: Московский рабочий, 1929.
- Румыния („România”). Мoscova: Московский рабочий, 1931.
- Экономика Восточной Европы: аграризация или индустриализация? („Economia Europei de Est: agrarizare sau industrializare?”) Мoscova: Государственное социально-экономическое издательство, 1931.